# Língua ese ejja
O ese eja (ese ejja, ese'ejja, esse ejja, ese exa, esse exa) é uma das línguas indígenas faladas oficialmente no Estado Plurinacional da Bolívia pelo povo Ese Eja, também conhecidos como ese ejjas, huarayos, guarayos, guacanahuas, tiatinaguas, echojas ou chamas. 
O ese eja faz parte da família das línguas tacanas do tronco pano-tacana e possui cerca de 2700 falantes, que vivem majoritariamente em comunidades nas beiras dos rios Beni, Heath, Madidi, Madre de Dios e Tambopata, sendo a única língua tacana falada no território peruano.
A vitalidade do ese eja depende da variação geográfica: o dialeto palmarrealino ou beniano apresenta-se estável enquanto que a variação baawaja ou tambopatina se encontra em sério risco de extinção e atual processo de revitalização.
De modo geral, de acordo com a UNESCO, a língua apresenta-se em ameaça de extinção, ainda que o ensino dessa língua às crianças esteja bem preservado em algumas comunidades na Bolívia.

## Etimologia
Ese eja, na língua nativa, tem o significado de "gente", "gente nossa" ou "gente verdadeira". Variações ortográficas como "ese ejja" e "esse ejja" são atribuídas a esse povo na Bolívia.
As denominações guarayos e huarayos, que significam "selvagem" ou "ignorante", eram dados pela população mestiça para expressar desdém a quaisquer povos indígenas. Esses nomes também eram usados para se referir a certas populações falantes de línguas tupi-guarani que residiam no território do Paraguai e da Bolívia, então por muito tempo o ese eja foi classificado como pertencendo a essa família.

## Distribuição

### Distribuição geográfica
O povo ese eja que habita no Peru se concentra em 3 assentamentos, Palma Real, Sonene e Infierno, localizados nos rios Ena'ai(Madre de Dios), Sonene(Heath) e Baawaja(Tambopata), respectivamente. Para indicar de qual região alguém é proveniente, usa-se o sufixo -kuiñaji após o nome do rio.
No território boliviano, eles se encontram, principalmente, nas aldeias Portochuelo Alto e Portochuelo Bajo, perto da cidade de Riberalta, e na Eyiyoquibo.

### Línguas relacionadas
O ese eja pertence à família tacana, que é composto também pelas línguas tacana [en], araona [en] e cavineña [en] .
A tabela a seguir mostra a comparação de algumas palavras nas 4 línguas tacanas, bem como a reconstrução do suposto Proto-pano:
| glosa       | Ese Eja   | Araona    | Cavineña     | Tacana          | Proto-Pano |
| ----------- | --------- | --------- | ------------ | --------------- | ---------- |
| fígado      | e-kakʷa   | tákʷa     | e-takʷa      | e-takʷa         | *takʷa     |
| língua      | ej-ana    | e-ána     | j-ana        | j-ana           | *hana      |
| sangue      |           | ami       | ami          | ami             | *himi      |
| você        | mi-a      | mi        | mi-          | mi              | *mi        |
| mão         | e-me      | e-me      | e-me-tuku    | e-me            | *mɨ-       |
| Terra       | meʃi      | mezizo    | metʃi ‘solo’ | med’i           | *mai       |
| carne       | e-jami    | e-ami     | e-rami       | j-ami ‘músculo’ | *rami      |
| pedra       |           | mahana    | makana       |                 | *maka      |
| osso        | e-sá      | e-tsoa    | e-tsau       | e-tsau          | *ʂao       |
| unha da mão | e-me-kiʃe | Ø-mé-tezi |              | e-me-tid’i      | *mɨ̃-tsis   |
| gordo       | e-sei     | e-tsei    | e-tseri      | e-tsei          | *ʂɨ[n]i    |
| dente       | e-sé      | e-tse     | e-tse        | e-tse           | *ʂɨta      |

### Dialetos
O povo ese eja possui 2 dialetos principais, baawaja e o palmarrealino (além do dialeto madidi, considerado muito próximo ao palmarrealino), que diferem fundamentalmente a nível fonético.

#### Baawaja
Também conhecido como Tambopatino, esse dialeto é falado somente pelos habitantes da comunidade de Infierno e recebe o nome do rio onde vivem. Usa os fonemas /t/ e /ts/ no lugar de /k/ e /t/ usados no dialeto sonene, respectivamente, por exemplo.

#### Palmarrealino
O dialeto palmarrealino, beniano ou sonene é falado pelas comunidades que vivem às margens dos rios Madre de Dios(Palma Real), Heath(Sonene) e Beni, além da comunidade boliviana de Portachuelo Alto. É falada pela maioria da população peruana. 

#### Madidi
Esse dialeto é falado pelas comunidades Portachuelo Bajo e Eyiyoquibo, além de outras menores no território boliviano. Se distingue do dialeto sonene por cerca de uma dúzia de diferenças fonéticas.

## Fonologia

### Consoantes
A língua ese eja apresenta 17 consoantes que podem apresentar diferentes sons dependendo da sílaba, da palavra, do dialeto e do contexto.
| Ponto de articulação → | Labial   | Labial        | Coronal | Coronal  | Coronal       | Coronal    | Dorsal  | Dorsal | Dorsal | Dorsal | Radical  | Radical  | Radical   | Radical   | (nenhum) | (nenhum) |
| ↓ Modo de articulação  | Bilabial | Labio‐ dental | Dental  | Alveolar | Pós‐ alveolar | Retroflexa | Palatal | Velar  | Uvular | Uvular | Faringal | Faringal | Epiglotal | Epiglotal | Glotal   | Glotal   |
| Nasal                  | m        |               | n       | n        | n             |            | ɲ       |        |        |        |          |          |           |           |          |          |
| Oclusiva               | p        |               | t       | t        | t             |            |         | k      | q      | q      |          |          |           |           | ʔ        |          |
| Fricativa              |          |               |         | s        | ʃ             |            |         | x      | χ      | χ      |          |          |           |           | h ɦ      | h ɦ      |
| Aproximante            |          |               |         |          |               |            | j       |        |        |        |          |          |           |           |          |          |
| Vibrante               |          |               |         |          |               |            |         |        |        |        |          |          |           |           |          |          |
| Aproximante lateral    |          |               |         |          |               |            |         |        |        |        |          |          |           |           |          |          |

| w | Aproximante velar labializada sonora  |
| ɕ | Fricativa alveolar palatalizada surda |

| tʃ | africada pós-alveolar surda |
| ts | africada alveolar surda     |

### Vogais
Como as outras línguas tacanas, o ese eja conta com apenas 4 vogais isoladas, mas, diferente delas, apresenta também 3 ditongos:
|         | Anterior | Central | Posterior |
| ------- | -------- | ------- | --------- |
| Fechada | i        |         |           |
| Média   | e        |         | o         |
| Aberta  |          | a       |           |

As vogais tendem a ser:
- mais longas e abertas quando tônicas
- laringealizadas ou nasalizadas quando precedem ou seguem uma fricativa glotal, pausa glotal ou implosiva. A laringealização é mais comum em falantes homens.
- desvozeadas quando está no final da palavra.

### Estrutura silábica
Em ese eja, a estrutura das sílabas é do formato (C)V, ou seja, as sílabas são formadas por uma consoante obrigatória, o núcleo, mais uma consoante opcional à sua esquerda, denominada ataque. É importante ressaltar que esse espaço da vogal pode ser ocupado tanto por uma simples vogal quanto por um ditongo.

## Ortografia
O ese eja usa do alfabeto latino modificado, com 17 consoantes e 4 vogais. As letras desse alfabeto e suas pronúncias são mostradas na tabela abaixo:
| Letra    | Pronúncia (IPA) | Letra | Pronúncia (IPA) | Letra | Pronúncia (IPA) |
| -------- | --- | --- | --- | --- | --- |
| a        | /a/ | j | /h/ | p | /p/ |
| a        | /a/ | j | /ɦ/ | p | /p/ |
| b        | /ɓ/ | k | /k/ | s | /s/ |
| b        | /ɓ/ | k | /q/ | s | /s/ |
| ch       | /ts/ | kw | /kw/ | sh | /ʃ/ |
| ch       | /tʃ/ | kw | /gw/ | sh | /ʃʲ/ |
| d        | /ɗ/ | m | /m/ | t | /t/ |
| d        | /ɗ/ | m | /ᵐb/ | t | /t/ |
| '        | /ʔ/ | n | /n/ | w | /w/ |
| '        | /ʔ/ | n | /ⁿd/ | w | /w/ |
| e        | /e/ | ñ | /ɲ/ | x | /x/ |
| e        | /e/ | ñ | /ɲ/ | x | /χ/ |
| e        | /e/ | ñ | /ɲ/ | x | /ɕ/ |
| i        | /i/ | o | /o/ | y | /j/ |
| Nota (*) | Na Bolívia, é comum se usar a forma "jj" para se referir a /x/, usado, inclusive, na Declaração dos Direitos humanos em ese ejja. | Na Bolívia, é comum se usar a forma "jj" para se referir a /x/, usado, inclusive, na Declaração dos Direitos humanos em ese ejja. | Na Bolívia, é comum se usar a forma "jj" para se referir a /x/, usado, inclusive, na Declaração dos Direitos humanos em ese ejja. | Na Bolívia, é comum se usar a forma "jj" para se referir a /x/, usado, inclusive, na Declaração dos Direitos humanos em ese ejja. | Na Bolívia, é comum se usar a forma "jj" para se referir a /x/, usado, inclusive, na Declaração dos Direitos humanos em ese ejja. |

## Gramática

### Pronomes

#### Pessoais
Os pronomes pessoais do ese eja são divididos em pessoa, número, conjuntos e casos(absolutivo, ergativo, genitivo, locativo, alativo(em relação a humano) e comitativo). Além disso, podemos encontrar os pronomes tanto como palavras isoladas quanto vinculados à outras palavras na oração.

##### Pessoa e Número
As tabela a seguir mostram as raízes dos pronomes quanto à pessoa e número:
| Pessoa | Raiz   |
| ------ | ------ |
| 1ª     | e/i/mo |
| 2ª     | mi     |
| 3ª     | o      |

| Número              | Raiz    |
| ------------------- | ------- |
| Singular            | Ø       |
| Inclusivo           | se      |
| Exclusivo           | kwana   |
| Exclusivo           | mikyana |
| Coletivo/Indefinido | na      |

A primeira pessoa do singular apresenta 3 alomorfes: "e-" é o mais frequente e é usado como base para as 2 formas do plural da primeira pessoa. As duas outras formas "=i" e "=mo" pertencem aos conjuntos C e D, que serão discutidos mais abaixo, e têm uso e distribuições sintáticas muito específicas. É interessante notar que as formas plurais inclusiva e exclusiva diferem bastante com respeito à maioria das línguas(Inclusividade). O inclusivo no ese eja serve para se referir ao povo Ese Eja como um todo.
A raiz da segunda pessoa não apresenta alomorfes. O plural é extremamente raro e só apresenta 2 ocorrências, uma em sua forma ergativa e outra na absolutiva.
A terceira pessoa apresenta apenas uma forma plural que não é demarcada por número: oya, que está no absolutivo. O pronome indefinido ona é usado somente para plural. Normalmente é utilizado para se referir a um grupo de pessoas. Também se nota sua ocorrência para quando não se pode, ou não de deseja, revelar a identidade de um grupo de pessoas.

##### Conjuntos
Existem quatro conjuntos de pronomes no ese eja. Os dois primeiros, conjuntos A e B, mostram morfologias sobrepostas e apresentam distribuição complementar. Os conjuntos C e D ocorrem somente em orações principais e seu uso parece ser altamente dependente.
As diferenças entre os conjuntos A e B incluem:
- Os pronomes em A são independentes(apresentam palavras próprias) e apresentam sílaba tônica própria, enquanto os em B são ligados a outra palavra e compartilham sua tônica com esta.
- Os pronomes em A apresentam uma sílaba "ya" adicional, o que nunca ocorre em B.
- Pronomes absolutivos e ergativos do conjunto A aparecem em orações principais, enquanto os de B aparecem em orações subordinadas.
- Pronomes genitivos do conjunto A apresentam frase nominal [en] própria e os mesmos do conjunto B se encontram dentro da frase.

Para os casos locativo, alativo e comitativo, não há distinção para os conjuntos A e B, a não ser pela forma independente que o A apresenta.
O conjunto C possui pouquíssimos pronomes, sendo a maioria deles para o caso absolutivo e apenas 1 para o caso ergativo. O conjunto D é composto por apenas um pronome no ergativo.
Além disso, os conjuntos C e D são compostos por pronomes enclíticos que só foram atestados em orações principais.

##### Casos
Há apenas 6 casos nos pronomes de ese eja, os quais são todos representados na mesma palavra do nome.
| Casos      | Raiz          |
| ---------- | ------------- |
| Absolutivo | Ø             |
| Ergativo   | =ya/=wa       |
| Genitivo   | =ja/=kwe/=kye |
| Locativo   | =jo           |
| Alativo    | =ke           |
| Comitativo | =nixe         |

É importante citar que o caso ergativo (=a em substantivos), recebe uma inserção de uma semivogal, sendo ela "y"(j) para as 1ª e 2ª pessoas e "w"(w) para a 3ª pessoa.'
O caso genitivo também sofre variações para diferentes pessoas, sendo =kwe para a 1ª pessoa, =kye para a 2ª e =ja para a 3ª.

#### Demonstrativos
Existem apenas 2 pronomes demonstrativos na língua ese eja: jikyo e ma. O primeiro é usado quando se refere a coisas que podem ser vistas ou apontadas, enquanto o segundo é usado para coisas que não são visíveis.

### Substantivos
O ese eja possui 3 subclasses que substantivos, as quais serão detalhadas a seguir.
- Substantivos "e-" são comuns às línguas tacanas e composto por cerca de 100 de nomes, sempre iniciados pelo prefixo "e-". Essa subclasse pode ser organizada em 6 domínios semanticamente identificáveis, sendo eles partes do corpo externas, partes do corpo internas, partes de plantas, paisagens ou elementos naturais, orientações espaciais e parentescos, além de uma dúzia de palavras variadas.[33]

- Substantivos de parentesco "e-…-mese" consiste numa classe pequena, composta por apenas 8 nomes que indicam relações familiares, sendo 1 palavra para "pai", 2 palavras para "irmã", sendo o falante uma mulher, e 1 para falantes masculinos e 3 palavras para "irmão" para falantes masculinos e 1 para falantes femininos. É interessante notar que essas palavras também  são utilizadas para descrever relações entre primos: o filho do irmão(homem) de seu pai ganha a mesma nomenclatura que seu irmão, por exemplo, não havendo isso para os substantivos de parentesco das outras subclasses.[34]

- Substantivos independentes contém todos os substantivos que não se encaixam em nenhuma das duas subclasses, podendo ainda ter termos que se encaixam nas outras. As palavras que foram herdadas do espanhol estão nessa subclasse. Representa a maior subclasse das três.[35]

### Adjetivos
Os adjetivos em ese eja se dividem em 2 classes:
- Adjetivos atributivos: São adjetivos que desempenham funções exclusivamente atributivas. São localizados diretamente adjacente ao nome que caracterizam. São raramente usados, com exceção de alguns adjetivos de tamanho e idade.[36]
- Adjetivos predicativos: Representam os adjetivos mais frequentes em ese eja. Possuem várias funções predicativas, além de usos adverbiais. São divididos em 3 subclasses: adjetivos kya, adjetivos básicos e adjetivos derivados.[37]

### Verbos
Existem dois tipos de verbos no ese eja: os flexionáveis e os não flexionáveis.

#### Verbos flexionáveis
Esse grupo consiste em verbos que podem ser formados por 13 morfemas detalhados na tabela:
| Slot | Morfema                    |
| ---- | -------------------------- |
| -3   | Tempo/Modo                 |
| -2   | (Valência)                 |
| -1   | (Nome incorporado [en])    |
| 0    | raiz                       |
| +1   | (Aktionsart [en])          |
| +2   | (Valência)                 |
| +3   | (Aktionsart [en])          |
| +4   | Indexação                  |
| +5   | (Movimento associado [en]) |
| +6   | Tempo/Modo                 |
| +7   | (Aspecto)                  |
| +8   | (Aspecto)                  |
| +9   | Tempo/Modo                 |

Os slots negativos, localizados à esquerda da raiz, indicam prefixos enquanto os slots positivos são os sufixos a direita do radical. Os 5 morfemas fora de parênteses são obrigatórios para a formação de um verbo independente em uma oração principal, enquanto que os que estão entre parênteses são opcionais no sentido de que conseguem ser percebidos de acordo com o resto da oração e do contexto. O número máximo de slots preenchidos ao mesmo tempo é 7.

##### Marcadores de tempo e modo
As conjugações de tempo e modo envolvem 17 marcadores, sendo 11 sufixos, 2 sufixos com um elemento independente ou clítico, 2 sufixos descontínuos e 2 circunfixos.
| Tempo      | Presente                     | -ani/ -aña  |
| Tempo      | Presente                     | -(e)ki      |
| Tempo      | Presente                     | -jaa        |
| Tempo      | Presente                     | -ba'e       |
| Tempo      | Passado                      | -(a)naje    |
| Tempo      | Passado remoto               | -a=pwa      |
| Tempo      | Futuro                       | -je         |
| Modo       | Potencial(1)                 | -me         |
| Modo       | Potencial(2)                 | -kyae       |
| Modo       | Obrigação externa            | -ka…-xi     |
| Modo       | Obrigação externa (negativo) | -ka...-'axa |
| (Comandos) | Imperativo                   | -kwe        |
| (Comandos) | Imperativo(2)                | -'axa       |
| (Comandos) | Imperativo(negativo)         | a'a …-xi    |
| (Comandos) | Jussivo                      | ka-…-awa    |
| (Comandos) | Hortativo                    | e-…-ki      |
| (Comandos) | Apreensivo                   | -chana      |

Os marcadores de tempo e modo são mutualmente exclusivos, isto é, o uso de um deles impede o uso de qualquer outro.
Todos os marcadores têm um elemento que aparece no slot +9, com exceção do sufixos indicativos de futuro -je e imperativo(2) -'axa.
Além disso, o aspecto não é obrigatoriamente marcado e consegue ser percebido em algum desse 3 slots. 
As 4 formas para o tempo presente se diferenciam pelos aspectos que elas exprimem, uma vez que os 4 são verbos de postura:
| (1) | Shokwi-shokwi-ba'e                             |
|     | ‘Ele está nadando(flutua).’ (Vuillermet, 2012) |

| (2) | Oya                                                                           | kawi-jaa | cama=byaxe | iñawewa=nixe |
|     | ‘Ele está dormindo(repousa) na cama com o (seu) cachorro.’ (Vuillermet, 2012) |          |            |              |

| (3) | Besa-ani |
|     | ‘Eu estou tomando banho(sentada).’ (Dito por uma mulher se referindo à sua postura no banho) (Vuillermet, 2012) |

| (4) | Besa-ki |
|     | ‘Eu estou tomando banho(em pé).’ (Dito por um homem se referindo à sua postura no banho) (Vuillermet, 2012) |

A forma remota do passado é usada para descrever eventos mais antigos(normalmente que ocorrem há mais de um ano) ou eventos que tiveram uma conclusão no passado. Se o evento tem certa relação com o presente, se opta pela forma -(a)naje, independente da idade. Passado remoto também é usado para descrever um evento cronologicamente antecedente a outro no mesmo período.
| (5) | Ayer...                                                                                             | ebyo=nei | campana | kwya-kea-naje, | e-sho'i=kyana | xa-chicha-ki-xi. |
|     | ‘Ontem… toquei a campainha pela primeira vez para que as crianças se reunissem.’ (Vuillermet, 2012) |          |         |                |               |                  |

| (6) | ...e-ba-xi | achaxa | etiikyana | ba'e-ka-a=pwa |
|     | ‘(Eu vou contar essa história) com o objetivo de conhecer como (nossos) ancestrais costumavam viver.’ (Vuillermet,2012) |        |           |               |

| (7) | Y                                                                                             | majoya | eyaya | ekwe=bakwa | mejo-maxe | baxani-a=pwa | Eaymi-bame |
|     | ‘E então quando eu estava grávida, eu nomeei minha criança de "Bom Corpo".’ (Vuillermet,2012) |        |       |            |           |              |            |

| (8) | Ejyaxi=a | ke=jo | sanino-tewe | (...) | bana-majamaja-ka-a =pwa=jojo | Ekwe=bakwa | eyaya | Sanino-tewe | a-naje |
|     | ‘Devido ao (seu) pai permanecer plantando melancias pretas, eu nomeei (lit. Eu fiz/Eu disse) meu filho Saninotewe.’ |       |             |       |                              |            |       |             |        |

A forma futura -je serve também para descrever cenários prováveis. Em orações subordinadas adjetivas, -je pode se referir a eventos irreais. Essa forma também é encontrado como sendo o complemento de verbos que indicam percepção.
| (9) | Esea                                                                  | kishi-axe=se, | ixya-ka-je. |
|     | ‘Se alguém pisar nela(a cobra), ela irá nos morder.’(Vuillermet,2012) |               |             |

| (10) | Majoya                                              | oya | po-'oke-je | ba-naje |
|      | ‘Então eu vi ela indo para baixo.’(Vuillermet,2012) |     |            |         |

A forma -me se refere a possibilidade hipotética ou capacidade(é similar ao verbo poder). A forma -kyae é semelhante, com a única de diferença é que ela é usada em situações passadas. Essas formas são bem menos frequentes que outros morfemas. Marcadores do modo potencial geralmente aparecem em orações principais, induzindo uma oração subordinada condicional.
| (11) | Bibya=a=pi'ai                                       | esea | ixya-ka-'yo-me |
|      | ‘Tigres podem nos comer inteiros.’(Vuillermet,2012) |      |                |

| (12) | Eya                                                                                              | poxa'a | owaya | iña-ka-kyae, | owaya | jama | e-me | a-ka-naje, | jama | jama |
|      | ‘Ele podia ter me agarrado talvez, ela fez tipo isso com suas mãos, tipo isso.’(Vuillermet,2012) |        |       |              |       |      |      |            |      |      |

O modo referente à obrigação externa é serve para dizer recomendações do que se deve, e não se deve fazer(negativa). São análogas às expressões "Se deve ..." e "Não se deve ...".
O imperativo é usado para expressar ordens, avisos e pedidos diretamente a outra pessoa.
O circunfixo jussivo "ka-...-awa" é raro. É normalmente significa um comando ou um desejo direcionado para uma terceira pessoa realizar a ação
| (12) | Owaya                                     | ka-chako-ka-awa |
|      | ‘Ele deveria trabalhar.’(Vuillermet,2012) |                 |

O hortativo exprime a ideia da primeira pessoa do plural do imperativo. É similar ao "Let's go" do inglês ou até mesmo o "Vamos..." do português.
| (13) | E-anikwa-ki!                         |
|      | ‘Vamos caminhar!’ (Vuillermet, 2012) |

O uso do modo apreensivo se limita a situações específicas, sendo muito infrequente no ese eja. É usado para eventos altamente prováveis e altamente indesejados pelo falante. Serve tanto para alertar alguém de que um evento perigoso ou indesejado irá acontecer quanto para convidar o ouvinte a evitar essa situação indesejada.

| (14) | Biya                                                                              | biya | biya | biya! | Kekwa-ka-chana | miya! |
|      | ‘Abelha, abelha, abelha, abelha! Cuidado, ela pode te morder’. (Vuillermet, 2012) |      |      |       |                |       |

##### Marcadores de aspectos
Na linguística, o aspecto se divide em duas categorias: aspecto gramatical e aspecto léxico [en].
O aspecto léxico, ou Aktionsart, é definido pelo slot +1, que pode ser ocupado pelos seguintes afixos:
| Morfemas      | Significado  |
| ------------- | ------------ |
| -beka         | duas vezes   |
| -majamaja     | iterativo    |
| -jeyo         | finalizar    |
| -'axa         | frustativo   |
| -nisho        | mentira      |
| -pishana      | reduzido     |
| -nei(nei)     | muito        |
| -kwaji(kwaji) | rápido       |
| -shono        | devagar      |
| -jya          | depreciativo |

- O frustativo é usado quando um evento é completo porém o efeito/resultado esperado não é alcançado.[50]A partícula "jeyo" indica que o sujeito finge fazer a ação mas na verdade não a executa.[51]O morfema "-pishana" diminui o evento expressado pelo verbo[52] e "-nei(nei)" o amplifica, sendo opostos.[53]A partícula "-kwaji(kwaji)" descreve uma ação que ocorre rapidamente[54] e "-shono" mostra uma que decorre em um intervalo de tempo elevado. [55]

O aspecto gramatical pode ser retratado no slot +7 ou +8. Apenas duas formas podem aparecer no slot +7: "-'yo" que tem o sentido télico [en] e "-o'oya" que transmite a ideia de repetição.
No slot +8, são encontrados 4 marcadores do aspecto imperfeito [en], que tem tanto sentido de evento durativo quanto uma ação habitual:
| Morfemas | Significado              |
| -------- | ------------------------ |
| -ani     | sentar                   |
| -neki    | ficar(stand, em inglês)  |
| -jaa     | repousar(lie, em inglês) |
| -ba'e    | flutuar                  |

### Sentença
A ordem dos componentes nas orações em ese eja é livre no que diz respeito ao fato do verbo e dos outros componentes aparecerem em qualquer ordem na frase, sem quaisquer necessidade de marcadores. Todavia, é verificado que a ordem mais natural é com o verbo ao final da frase. Vários argumentos colaboram com a ideia do verbo no final da frase:
- sufixos são muito mais frequentes que prefixos na língua.
- a presença de posposições e a ausência preposições.
- em composições, o nome principal segue o nome modificador.
- em relações genitivas, o nome principal segue o genitivo modificador.
- em orações subordinadas, o verbo exclusivamente vai no final dela.

#### Alinhamento morfossintático
O ese eja é considerado uma língua ergativa(ou ergativa-absolutiva) visto que o sujeito de verbos intransitivos e o objeto direto são indicados da mesma forma, enquanto que o sujeito de um verbo transitivo é marcado diferentemente.
O modo absolutivo é marcado com a simples ausência do clítico, enquanto que no caso ergativo é adicionado o sufixo "-a", ou "ya" e "wa", caso o nome seja um pronome.

## Vocabulário

### Declaração Universal dos direitos humanos
Como uma das línguas oficiais da Bolívia, o ese eja possui uma tradução oficial da Declaração Universal dos direitos humanos, usando o alfabeto boliviano. Segue o Artigo 2°:
```
janahiequiani eseya quiapame ebaejji oyajayojjaya esyajeme eponacuanaya yojjaya eeme cuijjicuana jayojjayapia ai jeme ojjaña cuijji quiaquepepia ai quia ahuo pia ai eyaejja jea ojjequijo jjashahuabaquinai quiapame joposo achejajji acuaemi pueyani so, o achemeshijo ba, eso.o
Achajja mimime acuemi esejja so, o miya niniaani eseejja e sohuijoya piajajjipia mimime eseyajayojja pojjeama eseyabejjo jjiya jjemo seya escuela cuana same esesohyuhuuohuijji iyaame.
```

Bem como sua versão em português:
```
Todos os seres humanos podem invocar os direitos e as liberdades proclamados na presente Declaração, sem distinção alguma, nomeadamente de raça, de cor, de sexo, de língua, de religião, de opinião política ou outra, de origem nacional ou social, de fortuna, de nascimento ou de qualquer outra situação. Além disso, não será feita nenhuma distinção fundada no estatuto político, jurídico ou internacional do país ou do território da naturalidade da pessoa, seja esse país ou território independente, sob tutela, autônomo ou sujeito a alguma limitação de soberania.
```

### Diálogo Real
O texto seguir mostra uma mulher chamada Soo'ay, moradora de Portachuelo Bajo, contando sobre sua conversa no telefone de rádio que teve com sua primeira filha Sara, que agora vive no Peru com seu marido e filho.
| Ese eja                                                                                                  | Português |
| --- | --- |
| Eya poki-naje radio=asixe mimi-a ekwe=bakwase=nixe Sara=nixe.                                            | Eu fui até o telefone de rádio para falar com minha filha, com Sara                                               |
| Oya mimi-naje oya kya-pame ani oja=ano=jo; ekwe=ya e-bakwase Sara.                                       | Ela disse que ela está bem na sua sogra, minha filha Sara.                                                        |
| Ekweya osekwa=pi'ai, se-naje, jama=ya oya mimi-naje Sara.                                                | Os dentes do meu neto cresceram (lit. E o meu neto, ele dentou), Sara disse                                       |
| SOO'AY: “Ae baxani aekwa Pao?                                                                            | SOO'AY(Para Pablo):"De novo, qual é o nome dele, Pablo?                                                           |
| PABLO: - Jackson.”                                                                                       | PABLO(Para Soo'ay): - Jackson.”                                                                                   |
| Jackson. Oya exawi eshe ixya po ba'e, Jackson; oja=nae=ja bishami ba'e, jama=ya mimi-naje radio=jo Sara. | "Jackson. Ele está comendo uma banana crua agora, nos braços(colo) de sua mãe", foi o que Sara disse no telefone. |
| Kya-pame oya ani oja=awe=pi'ai cocina=jo kwakwa-kwakwa ani.                                              | Ela vive bem, o seu marido faz comida na cozinha.                                                                 |
| Jama=ya oya mimi-naje oja=awe kwakwa-kwakwa ani.                                                         | Ela disse que seu marido cozinhava.                                                                               |
| Kya-biwi=pi'ai oya oja=ano=nixe ani; oja=awe=ja familia=pi'ai=nixe.                                      | Ela vive feliz com sua sogra, junto com a família de seu marido também.                                           |
| Ekwana kya-biwi xeya, ekwe=ya e-bakwase mimia=jo, ekwana kya-biwi                                        | Agora nós estamos contentes que falamos com a minha filha, estamos contentes                                      |
| Oya kya-pame ani oja=ano=jo.                                                                             | Ela está feliz com sua sogra.                                                                                     |
| Jama=ya oya mimi-naje.                                                                                   | Sara disse. |
| Jamaxe ekwana xeya kya-biwi ani, o=jo.                                                                   | É por isso que estamos contentes, (contentes) por ela.                                                            |

## Menções
O ese eja já foi tema de uma questão da Olímpiada Brasileira de Linguística(OBL) no ano de 2022, onde a questão 24 da primeira fase da olímpiada exibia 7 orações em ese eja, bem como suas traduções para o português, e exigia a tradução de outras 2 orações, em português, para o idioma.